# Westerveld

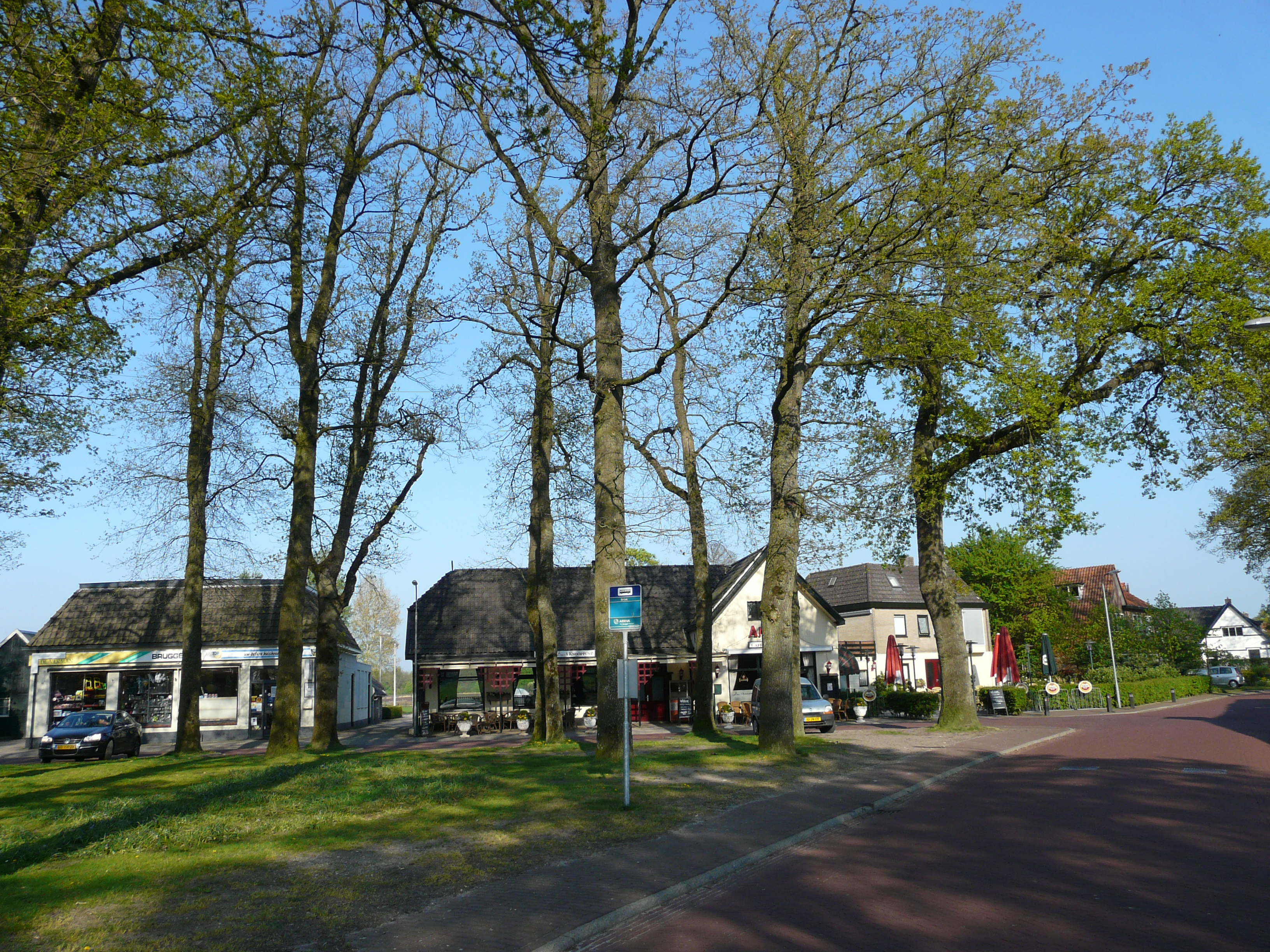
Havelte.

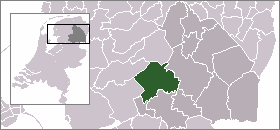
Kommunen Westervelds geografiska läge.

Westerveld är en kommun i provinsen Drenthe i Nederländerna. Kommunens totala area är 282,75 km² (där 3,76 km² är vatten) och invånarantalet är på 19 176 invånare (2005).